# Üdvözlégy, ó drágalátos
Az Üdvözlégy, ó drágalátos nagy szentség az Oltáriszentségről szóló népének. Dallama az Egerszegi kéziratból, szövege Kovács Márk énekeskönyvéből származik.
Mise végén a dallamot Áldj meg minket, Teremtő kezdetű, népi eredetű szöveggel is éneklik.

## Kotta és dallam
| Üdvözlégy, ó drágalátos nagy Szentség, Hol jelen van istenség és emberség. Kérünk, ne hagyd híveidet, bűnre hajló népeidet, Hanem adjad kegyelmedet, nagy Fölség!      | Kegyes voltál mennyből alászállani, Szent véredet egy cseppig kiontani. Ó ne essék hát hiába szenvedésed drága ára, Hanem a mi szegény lelkünk javára. |
| Mindnyájan, kik egyek vagyunk a hitben, Imádunk és áldunk e nagy Szentségben, Mint megváltó Istenünket, ki táplálja mi lelkünket. Maradj velünk és üdvözíts bennünket. | |

A mise végén:
Áldj meg minket, Teremtő nagy Úristen,

Áldj meg minket, Üdvözítő Úristen,

Áldj meg, Szentlélek Úristen, Három személy igaz Isten!

Áldj meg minket, Szentháromság egy Isten!

## Felvételek
- KH135 201202175937 Üdvözlégy ó drágalátos. YouTube (2012. február 16.)  (Hozzáférés: 2017. február 5.) (videó)